# Salmon Site
31° 08′ 32″ N, 89° 34′ 12″ O

Salmon Site é uma cavidade localizada em uma formação geológica nos Estados Unidos da América, foi usado como local de teste para dois dispositivos nucleares de baixa potência e vários testes não nucleares.
O primeiro teste de codinome Event Salmon foi detonado em 22 de outubro de 1964 a uma profundidade de 820 metros, rendeu 5,3 quilotons.
O segundo teste de codinome Event Sterling foi detonado em 3 de dezembro de 1966.
Em outubro de 2006 a responsabilidade do lugar ficou sobe as ordens do Departamento E.U. do escritório da Energia do Legacy Management.